# Maks i Ruby
Maks i Ruby (ang. Max & Ruby, 2002–2019) – kanadyjski serial animowany, emitowany dawniej w TVP1 (premiera: 6 września 2004 roku) i KidsCo. Serial swoją oficjalną premierę miał 24 marca 2025 roku na antenie Cartoon Network Polska i ponownie emitowany na antenie na tej stacji 12 sierpnia 2025 (o godzinie, może to być: 6:00 rano - 6:35 rano, 14:20 - 14:45, 16:00 - 16:25, 21:00 - 21:25, 22:40 - 23:05, 1:10 w nocy - 1:35 w nocy, 2:15 w nocy - 2:40 w nocy, 4:25 rano - 4:50 rano, i 5:15 rano - 5:40 rano.)

## Fabuła
Maks jest króliczkiem i mieszka w króliczym miasteczku. Uwielbia bałaganić i psocić. Jego starsza siostra Ruby jest zupełnie inna – dba o porządek, jest grzeczna i dobrze wychowana (Maks uważa ją za głupkowatą). Psoty wesołego Maksa wydają się szkodliwe, jednak prawie zawsze w końcu okazują się zbawienne w skutkach. Maks nienawidzi słuchać, gdy Ruby plotkuje o tym i o owym ze swoją przyjaciółką, Luizą. Stara się przeszkodzić siostrze we wszystkim, co robi.

## Bohaterowie
- Maks – Mały króliczek, lat 3. Jest psotny, bez przerwy robi jakieś numery. Uwielbia wszystkich denerwować, szczególnie swoją starszą siostrę. Lubi słuchać radia, szczególnie audycji o Superkróliczku. Jego najlepszym przyjacielem jest Maciek. W swoim pokoju ma mnóstwo zabawek, z których najbardziej lubi czerwonego słonia.
- Ruby – Siostra Maksa, lat 7. Po wyjeździe ich mamy sama opiekuje się swoim niesfornym braciszkiem. Należy do Harcerek.
- Luiza – Przyjaciółka Ruby, często ją odwiedza. Zawsze plotkują. Też ma małego brata i należy do Harcerek.
- Babcia – Mieszka niedaleko, często odwiedza króliczki.
- Maciek – Młodszy brat Luizy, pojawia się epizodycznie w wielu odcinkach, jednak naprawdę zadebiutował w odc. Maks poznaje Maćka. Najpierw bez przerwy się kłócili o zabawki, jednak w końcu się pogodzili i wspólnie zniszczyli pracę starszych sióstr.
- Walter – Kolega Ruby, pojawia się epizodycznie w kilku odcinkach. Świetnie jeździ na łyżwach, na każde pytanie odpowiada Aha!. W niektórych odcinkach jest małomówny, a czasami nie.
- Pani Królisiewicz – w odc. Cicho, Maks! króliczki opiekowały się jej synkiem. Pojawiła się też epizodycznie w odc. Harcerska odznaka Ruby.
- Waleria – Przyjaciółka Ruby.
- Marta – Przyjaciółka Ruby.
- Drużynowa – Przywódczyni skautek, do której należą Ruby, Luiza, Marta i Waleria.
- Lilcia – Koleżanka Maksa.
- Prija – Koleżanka Maksa. Jest nieśmiała.
- Wiktor – Kolega Maksa. Jest niepełnosprawny i korzysta z wózka inwalidzkiego, ale jest tak samo aktywny jak inni.
- Pani Tusia – Nauczycielka przedszkola Maksa.
- Pan Estevez – nauczyciel Ruby, Luizy i Walerii.

## Wersja polska
Wersja polska:
- Telewizja Polska Agencja Filmowa (odc. 1-26),
- SDI Media Polska (odc. 27-52),
- na zlecenie Nickelodeon Polska – Start International Polska (odc. 53-104)

Reżyseria:
- Dorota Kawęcka (odc. 1-26),
- Paweł Galia (odc. 27-52),
- Marek Klimczuk (odc. 53-104)

Tłumaczenie: Łukasz Rosiński (odc. 1-26)

Dialogi: 
- Joanna Kuryłko (odc. 1-26),
- Marcin Bartkiewicz (odc. 27-104)

Dźwięk:
- Marcin Pilich (odc. 1-5),
- Wiesław Jurgała (odc. 6-26),
- Łukasz Fober (odc. 27-52),
- Hanna Makowska (odc. 53-104)

Montaż: 
- Danuta Rajewska (odc. 1-26),
- Agata Chodyra (odc. 27-32, 40-52),
- Magdalena Waliszewska (odc. 33-39),
- Hanna Makowska (odc. 53-104)

Opracowanie muzyczne: Piotr Gogol (odc. 1-26)

Teksty piosenek: Wiesława Sujkowska (odc. 1-26)

Kierownictwo produkcji:
- Krystyna Dynarowska (odc. 1-13),
- Monika Wojtysiak (odc. 14-26),
- Katarzyna Ciecierska (odc. 27-52),
- Anna Krajewska (odc. 53-104)

Nadzór merytoryczny: 
- Aleksandra Dobrowolska (odc. 53-72, 79-104),
- Katarzyna Dryńska (odc. 53-78)

Wystąpili:
- Katarzyna Tatarak – Ruby
- Agnieszka Kunikowska – 
  - Maks,
  - pasażerka pociągu wybudzona przez Maksa (odc. 73c),
  - Marta (odc. 77b),
  - mama Maksa i Ruby (odc. 100ab, 101b, 102b, 104b)
- Iwona Rulewicz – 
  - Luiza,
  - Pani Królisiewicz (odc. 32c, 52a, 56c, 57c, 60a, 63c, 64a, 65a, 67b, 68c, 70c, 78c),
  - Ruby (jedna kwestia w odc. 34c)
- Anna Apostolakis – 
  - Babcia,
  - Maciek (odc. 14b, 19b, 25b),
  - Walter (odc. 18a, 20c, 21c, 24a),
  - jeden z króliczków hokeistów (odc. 24a),
  - królowa (odc. 58c),
  - jeden z dzieciaków (odc. 65a),
  - papuga Pandora (odc. 76b)
- Janusz Wituch –
  - czerwony robocik Maksa (odc. 2ac, 8b, 25b, 65c, 74c),
  - głos karetki-zabawki (odc. 3a, 13c),
  - pan Piórko (odc. 8a, 18a, 57a, 63c, 67a, 68c, 69c, 76c, 78c, 85b, 117b),
  - konduktor (odc. 73abc),
  - kierowca autobusu (odc. 8c, 20a),
  - Święty Mikołaj (odc. 10a),
  - Pan Królisiewicz (odc. 12a, 22a, 40ac, 47ac, 50ac, 52a, 61ac, 62c, 64a, 65a, 68c, 75c, 78c, 87b, 92a, 94ab, 96a, 101b, 103a, 104a, 118a, 119b, 125b, 127),
  - głos z rakiety (odc. 13b, 40b),
  - narrator audycji o Superkróliczku (odc. 13c, 19c, 24c),
  - pływak (odc. 18a),
  - lodziarz (odc. 20a),
  - robo-kosmonauci (odc. 23c),
  - jeden z robotów Maksa (odc. 27b, 39b, 67b, 91a),
  - zabawkowy pociąg Maksa (odc. 56b)
- Anna Sztejner – Drużynowa (odc. 29b, 30ac, 34ac, 40a, 41c, 43c, 48b, 53c, 55a, 56c, 57a, 60abc, 66bc, 70a, 72b, 75b, 78b, 86a, 91a, 92a, 98, 105b, 119b, 130b)

W pozostałych rolach:
- Hanna Kinder-Kiss –
  - Pani Królisiewicz (odc. 6c, 7b, 11c, 12a, 18a, 19a, 20b, 21b),
  - Drużynowa (odc. 6a, 9b, 14bc, 17c, 18c, 23c, 24b, 25b, 26b),
  - listonoszka (odc. 13a)
- Magdalena Gruziel –
  - Panienka Cudeńka (odc. 6c),
  - Kasia (odc. 8c, 47c, 50b, 57a, 67a, 68c, 78c, 85b, 94ab, 101b, 104a),
  - Rozalinda (odc. 8c, 12a, 18a, 19a),
  - Waleria (odc. 9b, 14c, 16b, 17b, 18ac, 21ac, 22a, 23c, 24bc, 25b),
  - Pani Królisiewicz (pierwsza kwestia w odc. 18a),
  - jeden z króliczków hokeistów (odc. 24a),
  - króliczka sfotografowana przez Maksa (odc. 58b),
  - głosy z tłumu (odc. 61c),
  - sprzedawczyni kokardek (odc. 65a),
  - Trusia Pawłowa (odc. 67a),
  - Prija (odc. 79a, 81b, 83a, 86b, 87b, 93, 100a, 108ab, 109ab, 110b, 112, 124a, 127, 128b),
  - sprzedawczyni w cukierni (odc. 117b)
- Cynthia Kaszyńska –
  - Marta (odc. 9b, 14c, 18c, 24b, 25b),
  - zwyciężczyni misia pandy (odc. 18a),
  - Kasia (odc. 18a, 19a, 21c, 22c, 24b),
  - dziecko Królisiewiczów (odc. 20b, 21b)
- Dorota Kawęcka – klientka (odc. 12a)
- Paweł Szczesny – 
  - jeden z robotów Maksa (odc. 27b),
  - pan Piórko (odc. 31a, 38a, 40a, 47c, 50a),
  - konduktor (odc. 73abc)
- Krzysztof Szczerbiński – żółty robocik Maksa (odc. 27b)
- Paweł Galia –
  - czerwony robocik Maksa (odc. 27b),
  - narrator audycji o Superkróliku (odc. 29c),
  - głos karetki-zabawki (odc. 32c),
  - jeden z robotów Maksa (odc. 39b)
  - Aleksander Mikołajczak – Ruby (odc. 39a, 45a i 52a)
- Beniamin Lewandowski – 
  - Walter (odc. 27b, 29a, 40c, 43a, 47c, 49b, 51ab, 52b, 55b, 57a, 59a, 66a, 68c, 69bc, 70c, 71a, 72bc, 78c),
  - jeden z dzieciaków (odc. 65a)
- Joanna Węgrzynowska-Cybińska – 
  - Maciek (odc. 29c, 40b, 79a, 81b, 83a, 86b, 87b, 92a, 93, 97a, 100ab, 101b, 103ab, 104ab, 105a, 107a, 108ab, 109ab, 110ab, 111b, 112, 113ab, 115a, 116ab, 117a, 119ab, 121a, 122b, 124a, 125a, 127),
  - Waleria (odc. 30c, 33c, 36ab, 37c, 38b, 39b, 40c, 43a, 45c, 47b, 48b, 49a, 52b, 53c, 59ab, 60abc, 61c, 62c, 63b, 64a, 66ac, 69ac, 70b, 77b, 78c, 81a, 82b, 86b, 87a, 90a, 91a, 93, 96ab, 97ab, 101a, 103b, 104b, 105b, 106a, 108ab, 109b, 112, 113b, 115a, 116a, 117a, 118b, 119b, 121b, 122a, 125ab, 126a, 127, 128a, 129a),
  - Marta (jedna kwestia w odc. 37c),
  - króliczka siedząca przy stole (odc. 58c),
  - głosy z tłumu (odc. 61c),
  - jeden z dzieciaków (odc. 65a),
  - listonoszka (odc. 87b),
  - jeden z przechodniów (odc. 104a),
  - mama Maksa i Ruby (odc. 107ab, 109a, 110a, 112, 115a, 118ab, 120ab, 121b, 122b, 124b, 126a, 127, 129a, 130ab)
- Zuzanna Galia – Marta (odc. 30c, 36ab, 37c, 38b, 43a, 52a)
- Brygida Turowska – Rozalinda (odc. 32a, 40a, 54a, 57a, 67a, 68c, 71a, 76b, 78c)
- Izabella Bukowska – 
  - Klara (odc. 50a),
  - mama Maksa i Ruby (odc. 79ab, 80ab, 81ab, 82b, 83ab, 85ab, 88a, 89ab, 91b, 93, 95ab, 96b, 97b, 99b)
- Olga Bończyk – 
  - Klara (odc. 57a, 69c, 71a, 78c),
  - sprzedawczyni pizzy (odc. 67a)
- Cezary Kwieciński – 
  - sprzedawca (odc. 58b),
  - królik w okularach sfotografowany przez Maksa (odc. 58b),
  - kelner (odc. 58c),
  - szary królik siedzący przy stole (odc. 58c),
  - głosy z tłumu (odc. 61c),
  - nakręcana żaba (odc. 79a),
  - pan Estevez (odc. 81a, 89b)
- Robert Tondera – 
  - gruby pasażer pociągu (odc. 73c),
  - robocik Maksa (odc. 75a),
  - tata Maksa i Ruby (odc. 79ab, 80ab, 81ab, 82a, 83b, 89a, 90b, 91a, 92a, 94a, 95a, 96a, 97a, 102b, 103ab, 105ab, 106a, 107a, 108b, 112, 115a, 119b, 121ab, 123a, 125b, 127, 128a, 129b, 130ab)
- Jarosław Domin – wujek Janek (odc. 73c)
- Beata Wyrąbkiewicz – Lilcia (odc. 79ab, 80a, 81b, 83a, 84b, 86ab, 87ab, 88a, 91b, 93, 97ab, 99b, 100a, 101ab, 103a, 104a, 105b, 108b, 109ab, 110b, 112, 113b, 115ab, 119a, 120b, 122b, 124a, 126a, 127, 128b)
- Beata Jankowska-Tzimas – 
  - Pani Królisiewicz (odc. 80a, 91b, 94a, 96a, 103a, 104a, 111a, 120a, 122b, 124a),
  - jeden z przechodniów (odc. 104a)
- Agnieszka Fajlhauer –
  - Panna Tusia (odc. 79a, 80a, 81b, 83a, 85b, 86b, 87b, 93, 100a, 103a, 104a, 107a, 109ab, 112, 115b, 117a, 127),
  - Wiktor (odc. 79a, 80a, 81b, 83a, 86b, 87b, 90a, 93, 100a, 103a, 104a, 105a, 106a, 108b, 109a, 110b, 112, 115a, 123b, 127)
- Bernard Lewandowski – Walter (odc. 86a)
- Jakub Szydłowski  –
  - pan Estevez (odc. 93, 94b, 97b, 100a, 112, 113b, 115a, 117a, 121a, 122a),
  - pirat z opaską na oku (odc. 98)
- Antoni Scardina – Walter (odc. 96a, 99a, 101a, 104b)
- Monika Węgiel – 
  - Klara (odc. 99a, 104a, 111a, 112),
  - Rozalinda (odc. 114b, 119b)
- Maciej Kowalik – robokrólik z automatu (odc. 102a)
- Mateusz Narloch – Antonio (odc. 112, 117a, 122a, 124b)

i inni
Śpiewali:
- Piotr Gogol (czołówka)
- Magdalena Gruziel (czołówka, odc. 2b, 13c, 86b)
- Katarzyna Łaska (odc. 2b)
- Katarzyna Tatarak (odc. 1c, 13a, 15a, 33c, 61c, 78c, 82b, 92b, 93, 98, 102b)
- Magdalena Tul (odc. 13c)
- Radosław Popłonikowski (odc. 39)
- Iwona Rulewicz (odc. 15a, 61c, 78c, 82b, 93)
- Joanna Węgrzynowska-Cybińska (odc. 61c, 78c, 82b, 86b, 93)
- Jakub Szydłowski (odc. 93, 98)
- Agnieszka Kunikowska (odc. 86b, 93, 102b)
- Agnieszka Fajlhauer (odc. 86b, 93, 98)
- Beata Wyrąbkiewicz (odc. 86b, 93)
- Anna Apostolakis (odc. 98)

Lektor: 
- Katarzyna Tatarak (tytuły w odc. 1b-4a, 4c-5a, 5c, 6b-7b, 8-10a, 10c-11a, 11c, 13a, 13c-14b, 15-16, 17b, 19a, 19c-20, 21b-22b, 23, 25b-124, tyłówka odc. 1-26),
- Agnieszka Kunikowska (tytuły w odc. 1a, 4b, 5b, 6a, 7c, 10b, 11b, 12, 13b, 14c, 17a, 17c-18, 19b, 21a, 22c, 24-25a),
- Paweł Galia (tyłówka odc. 27-52),
- Marek Ciunel (tyłówka w odc. 53-104)

### Wersja DVD
Reżyseria: Krzysztof Nawrot

Wystąpili:
- Julita Kożuszek-Borsuk
- Joanna Domańska
- Joanna Pach

## Spis odcinków
| N/o                      | Polski tytuł                   | Angielski tytuł                   |
| ------------------------ | ------------------------------ | --------------------------------- |
|                          |                                |                                   |
| SERIA PIERWSZA (2002)    |                                |                                   |
|                          |                                |                                   |
| 01                       | Ruby gra na pianinie           | Ruby’s Piano Practice             |
| 01                       | Maks się kąpie                 | Max’s Bath                        |
| 01                       | Maks idzie spać                | Max’s Bedtime                     |
|                          |                                |                                   |
| 02                       | Zabawa w chowanego             | Hide and Seek                     |
| 02                       | Maks je śniadanie              | Max’s Breakfast                   |
| 02                       | Sekret Luizy                   | Louise’s Secret                   |
|                          |                                |                                   |
| 03                       | Maks spóźnia się na autobus    | Max misses the bus                |
| 03                       | Ciasto z robakami              | Max’s Wormcake                    |
| 03                       | Deszczowy dzień                | Max’s Rainy Day                   |
|                          |                                |                                   |
| 04                       | Pod namiotem                   | Camp Out                          |
| 04                       | Domek Ruby                     | Ruby’s Clubhouse                  |
| 04                       | Piknik Maksa                   | Max’s Picnic                      |
|                          |                                |                                   |
| 05                       | Halloween                      | Max’s Halloween                   |
| 05                       | Kolekcja liści Ruby            | Ruby’s Leaf Collection            |
| 05                       | Niebieska Tarantula            | The Blue Tarantula                |
|                          |                                |                                   |
| 06                       | Nowa sprawność                 | Ruby’s Merit Badge                |
| 06                       | Jabłko                         | Max’s Apple                       |
| 06                       | Cicho, Maks!                   | Quiet Max!                        |
|                          |                                |                                   |
| 07                       | Wielkie porządki               | Max Cleans Up                     |
| 07                       | Zegar z kukułką                | Max’s Cuckoo Clock                |
| 07                       | Pudełko na biżuterię Ruby      | Ruby’s Jewelery Box               |
|                          |                                |                                   |
| 08                       | Ciasto króliczków              | Bunny Cakes                       |
| 08                       | Przyjęcie                      | Bunny Party                       |
| 08                       | Prezent dla babci              | Bunny Money                       |
|                          |                                |                                   |
| 09                       | Urodziny Maksa                 | Max’s Birthday                    |
| 09                       | Ubranko Maksa                  | Max’s New Suit                    |
| 09                       | Dobranoc, Maks                 | Goodnight Max                     |
|                          |                                |                                   |
| 10                       | Gwiazdka Maksa                 | Max’s Christmas                   |
| 10                       | Śnieżna Królowa Ruby           | Ruby’s Snow Queen                 |
| 10                       | Królicze urwisko               | Max’s Rocket Run                  |
|                          |                                |                                   |
| 11                       | Czekoladowy kurczak Maksa      | Max’s Chocolate Chicken           |
| 11                       | Salon piękności Ruby           | Ruby’s Beauty Shop                |
| 11                       | Przejażdżka Maksa              | Max Drives Away                   |
|                          |                                |                                   |
| 12                       | Ruby sprzedaje lemoniadę       | Ruby’s Lemonade Stand             |
| 12                       | Wyprzedaż                      | Ruby’s Rummage Sale               |
| 12                       | Magiczne sztuczki              | Ruby’s Magic Act                  |
|                          |                                |                                   |
| 13                       | Walentynka Maksa               | Max’s Valentine                   |
| 13                       | Latawiec Ruby                  | Ruby Flies a Kite                 |
| 13                       | Superkróliczek                 | Super Max                         |
|                          |                                |                                   |
| SERIA DRUGA (2002–2003)  |                                |                                   |
|                          |                                |                                   |
| 14                       | Dzieło sztuki                  | Max’s Work of Art                 |
| 14                       | Maks poznaje Maćka             | Max meets Morris                  |
| 14                       | Szarady skautek                | Ruby’s Scavenger Hunt             |
|                          |                                |                                   |
| 15                       | Ruby ma czkawkę                | Ruby’s Hiccups                    |
| 15                       | Wielkie zdjęcie                | The Big Picture                   |
| 15                       | Występ Ruby                    | Ruby’s Stage Show                 |
|                          |                                |                                   |
| 16                       | Żabka Maksa                    | Max’s Froggy Friend               |
| 16                       | Maks gra w zespole             | Max’s Music                       |
| 16                       | Upalny dzień                   | Max Gets Wet                      |
|                          |                                |                                   |
| 17                       | Przyjęcie Ruby                 | Ruby’s Tea Party                  |
| 17                       | Maks jest berkiem              | Max Is It                         |
| 17                       | Model wulkanu                  | Ruby’s Science Project            |
|                          |                                |                                   |
| 18                       | Nagroda dla Ruby               | Ruby’s Panda Prize                |
| 18                       | Wrotki Ruby                    | Ruby’s Roller Skates              |
| 18                       | Duch                           | Ghost Bunny                       |
|                          |                                |                                   |
| 19                       | Galaretka z robakami           | Max’s Bug Salad                   |
| 19                       | Plażowe przyjęcie              | Ruby’s Beach Party                |
| 19                       | Super Maks rusza na ratunek    | Super Max to the Rescue           |
|                          |                                |                                   |
| 20                       | Nowa koszulka                  | Max’s Dragon Shirt                |
| 20                       | Kierowca                       | Max’s Rabbit Racer                |
| 20                       | Wizyta Waltera                 | Roger’s Choice                    |
|                          |                                |                                   |
| 21                       | Piżamowe przyjęcie             | Ruby’s Pajama Party               |
| 21                       | Dzidziuś Maks                  | Baby Max                          |
| 21                       | Ciasteczka skautek             | Bunny Scout Brownies              |
|                          |                                |                                   |
| 22                       | Cień                           | Max’s Shadow                      |
| 22                       | Supełek Maksa                  | Max Remembers                     |
| 22                       | Sklep Ruby                     | Ruby’s Candy Store                |
|                          |                                |                                   |
| 23                       | Maks u lekarza                 | Max’s Check up                    |
| 23                       | Nagroda Maksa                  | Max’s Prize                       |
| 23                       | Maks kosmonauta                | Space Max                         |
|                          |                                |                                   |
| 24                       | Łyżwiarka Ruby                 | Ruby’s Figure Eight               |
| 24                       | Przyjęcie niespodzianka        | Ruby’s Surprise Party             |
| 24                       | Namiot                         | Ruby’s Tent                       |
|                          |                                |                                   |
| 25                       | Bajka Ruby                     | Ruby Writes a Story               |
| 25                       | Domino Maksa                   | Max’s Dominoes                    |
| 25                       | Strych babci                   | Grandma’s Attic                   |
|                          |                                |                                   |
| 26                       | Święto dziękczynienia          | Max’s Thanksgiving                |
| 26                       | Przyjaciel Maksa               | Max’s Pretend Friend              |
| 26                       | Strażak Maks                   | Fireman Max                       |
|                          |                                |                                   |
| SERIA TRZECIA (2006)     |                                |                                   |
|                          |                                |                                   |
| 27                       | Mleczny ząb Ruby               | Ruby’s Loose Tooth                |
| 27                       | Gole Ruby                      | Ruby Scores!                      |
| 27                       | Piaskowy zamek Ruby            | Ruby’s Sandcastle                 |
|                          |                                |                                   |
| 28                       | Prezent dla babci              | Grandma’s Present                 |
| 28                       | Choinka Maksa i Ruby           | Max & Ruby’s Christmas Tree       |
| 28                       | Pług śnieżny Maksa             | Max & Ruby’s Snow Plow            |
|                          |                                |                                   |
| 29                       | Taniec skakaniec               | Ruby’s Hippity Hop Dance          |
| 29                       | Ptasia sadzawka Ruby           | Ruby’s Bird Bath                  |
| 29                       | Super Max ratuje Ziemie        | Super Max Saves the World         |
|                          |                                |                                   |
| 30                       | Wielkanocny czepiec Ruby       | Ruby’s Easter Bonnet              |
| 30                       | Wielkanocna parada Maksa       | Max’s Easter Parade               |
| 30                       | Maks i zając wielkanocny       | Max & The Easter Bunny            |
|                          |                                |                                   |
| 31                       | Rubinowy kapturek              | Ruby Riding Hood                  |
| 31                       | Maks i fasolka                 | Max and the Beanstalk             |
| 31                       | Żabi książę                    | The Froggy Prince                 |
|                          |                                |                                   |
| 32                       | Ulotki Ruby                    | Ruby Delivers                     |
| 32                       | Plażowanie z krabami           | Getting Crabby at the Beach       |
| 32                       | Maks pilnuje dziecka           | Max Baby Sits                     |
|                          |                                |                                   |
| 33                       | Świetliki Maksa                | Max’s Fireflies                   |
| 33                       | Pokaz mody Maksa i Ruby        | Max & Ruby’s Fashion Show         |
| 33                       | Piosenka Ruby                  | Ruby’s Sing Along                 |
|                          |                                |                                   |
| 34                       | Safari Ruby                    | Ruby’s Safari                     |
| 34                       | Błotna kąpiel Maksa            | Max’s Mud Bath                    |
| 34                       | Zaginiony kameleon Maksa       | Max’s Lost Lizard                 |
|                          |                                |                                   |
| 35                       | Sanki Maksa                    | Max’s Mix Up                      |
| 35                       | Królik śniegu                  | Max’s Snow Bunny                  |
| 35                       | Święto śniegu Maksa            | Max’s Snow Day                    |
|                          |                                |                                   |
| 36                       | Niespodzianka Ruby             | Surprise Ruby                     |
| 36                       | Urodzinowe przyjęcie Ruby      | Ruby’s Birthday Party             |
| 36                       | Prezent urodzinowy Ruby        | Max’s Present                     |
|                          |                                |                                   |
| 37                       | Mrówcza farma Maksa            | Max’s Ant Farm                    |
| 37                       | Śliwki w cukrze                | Sugar Plum Max                    |
| 37                       | Teatrzyk kukiełkowy Ruby       | Ruby’s Puppet Show                |
|                          |                                |                                   |
| 38                       | Idealna dynia Maksa i Ruby     | Max and Ruby’s Perfect Pumpkin    |
| 38                       | Straszna dynia Maksa           | Max’s Jack ’O’ Lantern            |
| 38                       | Wielkie buu! Maksa             | Max’s Big Boo!                    |
|                          |                                |                                   |
| 39                       | Owocowy przysmak babci         | Grandma’s Berry Patch             |
| 39                       | Harcerski sztandar Ruby        | Ruby’s Bunny Scout Banner         |
| 39                       | Detektyw Ruby na tropie        | Ruby’s Detective Agency           |
|                          |                                |                                   |
| 40                       | Rakietowy wyścig Maksa         | Max’s Rocket Racer                |
| 40                       | Maks i Maciek startują         | Max and Morris Blast Off          |
| 40                       | Jabłka w cukrze                | Max’s Candy Apple                 |
|                          |                                |                                   |
| SERIA CZWARTA (2009)     |                                |                                   |
|                          |                                |                                   |
| 41                       | Zamek Maksa                    | Max’s Castle                      |
| 41                       | Gra w klasy                    | Bunny Hopscotch                   |
| 41                       | Pasikonik Maksa                | Max’s Grasshopper                 |
|                          |                                |                                   |
| 42                       | Poszukiwacze skarbu            | Grandma’s Treasure Hunt           |
| 42                       | Puzzle Ruby                    | Ruby’s Jigsaw Puzzle              |
| 42                       | Koncert Ruby                   | Ruby’s Recital                    |
|                          |                                |                                   |
| 43                       | Ruby gra w baseball            | Ruby’s Home Run                   |
| 43                       | Brakujące nuty Ruby            | Ruby’s Missing Tune               |
| 43                       | Ruby staje na rękach           | Ruby’s Handstand                  |
|                          |                                |                                   |
| 44                       | Piernikowa chatka Ruby         | Ruby’s Gingerbread House          |
| 44                       | Rozstanie z Gwiazdką           | Max’s Christmas Passed            |
| 44                       | Sylwester Maksa                | Max’s New Year                    |
|                          |                                |                                   |
| 45                       | Księżniczka na szklanej kulce  | The Princess & the Marbles        |
| 45                       | Nowe ubranko cesarza Maksa     | Emperor Max’s New Suit            |
| 45                       | Maks i trzy małe króliczki     | Max & the Three Little Bunnies    |
|                          |                                |                                   |
| 46                       | Tęcza Ruby                     | Ruby’s Rainbow                    |
| 46                       | Budka dla ptaków               | Home Tweet Home                   |
| 46                       | Błotna babka Maksa             | Max’s Mudpie                      |
|                          |                                |                                   |
| 47                       | BaloNowi kumple Maksa          | Max’s Balloon Buddies             |
| 47                       | Zbiórka pieniędzy Ruby         | Ruby’s Penny Carnival             |
| 47                       | Wielkie zwycięstwo Ruby        | Ruby’s Big Win                    |
|                          |                                |                                   |
| 48                       | Hula Hop Ruby                  | Ruby’s Hula Hoop                  |
| 48                       | Maks i Marsjanin               | Max & the Martians                |
| 48                       | Prawdziwy kopciuszek Ruby      | Ruby’s Real Cinderella            |
|                          |                                |                                   |
| 49                       | Kaczka, kaczka, gęś            | Duck Duck Goose                   |
| 49                       | Bałwan Ruby                    | Ruby’s Snowbunny                  |
| 49                       | Płatek śniegowy Ruby           | Ruby’s Snowflake                  |
|                          |                                |                                   |
| 50                       | Uczynny sąsiad                 | Ruby’s Good Neighbor Report       |
| 50                       | Liczenie słodyczy              | Candy Counting                    |
| 50                       | Nowe buty Ruby                 | Ruby’s New Shoes                  |
|                          |                                |                                   |
| 51                       | Maks ratuje paradę             | Max Saves the Parade              |
| 51                       | Maks kopie piłkę               | Max’s Big Kick                    |
| 51                       | Róg obfitości Ruby             | Ruby’s Horn of Plenty             |
|                          |                                |                                   |
| 52                       | Peleryna super Maksa           | Super Max’s Cape                  |
| 52                       | Lilia wodna Ruby               | Ruby’s Water Lily                 |
| 52                       | Maks się żegna                 | Max Says Goodbye                  |
|                          |                                |                                   |
| SERIA PIĄTA (2011–2012)  |                                |                                   |
|                          |                                |                                   |
| 53                       | Maks mówi dzień dobry          | Max Says Hello                    |
| 53                       | Salon piękności Ruby           | Ruby's Spa Day                    |
| 53                       | Ruby uprawia Tai Chi           | Ruby's Tai Chi                    |
|                          |                                |                                   |
| 54                       | Idealne zdjęcie                | Picture Perfect                   |
| 54                       | Detektyw Ruby                  | Decective Ruby                    |
| 54                       | Superkrólik ratuje tort        | Superbunny Saves the Cake         |
|                          |                                |                                   |
| 55                       | Ruby robi zdjęcie              | Ruby Gets the Picture             |
| 55                       | Lotka Ruby                     | Ruby's Birdle                     |
| 55                       | Maks łapie piłkę               | Max Plays Catch                   |
|                          |                                |                                   |
| 56                       | Bajka na dobranoc              | Ruby's Bedtime Story              |
| 56                       | Niesamowity labirynt Ruby      | Ruby's Amazing Maze               |
| 56                       | Lampka Maksa                   | Max's Nightlight                  |
|                          |                                |                                   |
| 57                       | Kanapka Maksa                  | Max's Sandwich                    |
| 57                       | Lodowy rożek Maksa             | Max's Ice Cream Cone              |
| 57                       | Kiermasz sztuki Ruby           | Ruby's Art Stand                  |
|                          |                                |                                   |
| 58                       | Jazda Maksa                    | Max's Ride                        |
| 58                       | Max na straży                  | Max on Guard                      |
| 58                       | Herbatka u Królowej            | Ruby's Real Tea Party             |
|                          |                                |                                   |
| 59                       | Królik, który krzyczał homar   | The Bunny Who Cried Lobster       |
| 59                       | Maks i trzy misie              | Max and Three Bears               |
| 59                       | Mała kurka Ruby                | Little Ruby Hen                   |
|                          |                                |                                   |
| 60                       | Ptasie safari Ruby             | Ruby's Bird Walk                  |
| 60                       | Maks idzie na ryby             | Max Goes Fishing                  |
| 60                       | Ruby próbuje jeszcze raz       | Ruby Tries Again                  |
|                          |                                |                                   |
| 61                       | Idealna choinka Ruby           | Ruby's Perfect Christmas Tree     |
| 61                       | Prezenty gwiazdkowe Maksa      | Max's Christmas Present           |
| 61                       | Kolęda Maksa i Ruby            | Max and Ruby's Christmas Carol    |
|                          |                                |                                   |
| 62                       | Dziękczynienie Maksa i Ruby    | Max and Ruby Give Thanks          |
| 62                       | Liście Maksa                   | Max Leaves                        |
| 62                       | Jesienny teatrzyk Ruby         | Ruby's Fall Pageant               |
|                          |                                |                                   |
| 63                       | Ruby i bestia                  | Ruby & The Beast                  |
| 63                       | Dom halloweenowy Maksa i Ruby  | Max and Ruby's Halloween House    |
| 63                       | Łakocie albo sztuczka          | Max's Trick or Treat              |
|                          |                                |                                   |
| 64                       | Dzień świstaka                 | Max & Ruby's Groundhog Day        |
| 64                       | Pierwszy wiosenny drozd Ruby   | Ruby's First Robin of Spring      |
| 64                       | Pelargonie babci               | Grandma's Geraniums               |
|                          |                                |                                   |
| 65                       | Maszynista Maks                | Engineer Max                      |
| 65                       | Zabawkowy pociąg Maksa         | Max's Toy Train                   |
| 65                       | Kolejowa przejażdżka Maksa     | Max's Train Ride                  |
|                          |                                |                                   |
| 66                       | Dzień Ziemi u Ruby             | Ruby's Earth Day Party            |
| 66                       | Lista zadań Ruby               | Ruby's Earth Day Checklist        |
| 66                       | Kacza przygoda Maksa           | Max's Ducky Day                   |
|                          |                                |                                   |
| 67                       | Autograf Ruby                  | Ruby's Autograph                  |
| 67                       | Zabawka dla dzidziusia         | A Toy for Baby Huffington         |
| 67                       | Wielkie wykopaliska Maksa      | Max's Big Dig                     |
|                          |                                |                                   |
| 68                       | Urodziny babci                 | Grandma's Birthday                |
| 68                       | Odcisk dłoni Maksa             | Max's Hand Print                  |
| 68                       | Urodzinowy taniec babci        | Grandma's Suprise Dance           |
|                          |                                |                                   |
| 69                       | Latawiec Maksa                 | Max's Kite                        |
| 69                       | Dmuchana piłka Maksa           | Max's Beach Ball                  |
| 69                       | Hawajski taniec Ruby           | Ruby's Limbo                      |
|                          |                                |                                   |
| 70                       | Makieta Ruby                   | Ruby's Diorama                    |
| 70                       | Krokietowy mecz Ruby           | Ruby's Croquet Match              |
| 70                       | Ścieżka zdrowia Ruby           | Ruby's Huff and Puff              |
|                          |                                |                                   |
| 71                       | Piniata Maksa                  | Max's Pinata                      |
| 71                       | Filmowy wieczór Ruby           | Ruby's Move Night                 |
| 71                       | Doktor Ruby                    | Doctor Ruby                       |
|                          |                                |                                   |
| 72                       | Wieża Ruby                     | Ruby's Tower                      |
| 72                       | Ruby serwuje sok               | Ruby's Juice Bar                  |
| 72                       | Domek na drzewie               | Max's Tree Fort                   |
|                          |                                |                                   |
| 73                       | Pociąg                         | Max & Ruby's Train Trip           |
| 73                       | Maks idzie spać                | Go to Sleep, Max                  |
| 73                       | Konduktor Maks                 | Conductor Max                     |
|                          |                                |                                   |
| 74                       | Paczwork wspomnień Ruby        | Ruby's Memory Quilt               |
| 74                       | Światła, kamera, Ruby!         | Lights, Camera, Ruby!             |
| 74                       | Ping-pongowy rekord Ruby       | Ruby's Ping-Pong Record           |
|                          |                                |                                   |
| 75                       | Wielka zagadka Ruby            | Ruby's Big Case                   |
| 75                       | Ruby czuje, że rymuje          | Ruby's Rhyme Time                 |
| 75                       | Karta biblioteczna Maksa       | Max's Library Card                |
|                          |                                |                                   |
| 76                       | Maks i magnes                  | Max and the Magnet                |
| 76                       | Szkolna papuga Ruby            | Ruby's Parrot Project             |
| 76                       | Spaghetti Maksa                | Max's Spaghetti                   |
|                          |                                |                                   |
| 77                       | Kosmiczny Królik!              | Space Bunny!                      |
| 77                       | Spryskiwacz Maksa              | Max's Sprinkler                   |
| 77                       | Pogo Maksa                     | Max's Pogo Stick                  |
|                          |                                |                                   |
| 78                       | Zagadka czerwonego słonia      | Max's Red Rubber Elephant Mystery |
| 78                       | Zbiórka zabawek                | Ruby's Toy Drive                  |
| 78                       | Wielki finał Maksa i Ruby      | Max and Ruby's Big Finish         |
|                          |                                |                                   |
| SERIA SZÓSTA (2016–2017) |                                |                                   |
|                          |                                |                                   |
| 79                       | Prezentacja Maksa              | Show and Tell                     |
| 79                       | Kosmiczny spodek               | The Whirligig                     |
|                          |                                |                                   |
| 80                       | Przedszkole Maksa              | Max's Preschool                   |
| 80                       | Babcine opowieści              | Grandma's Storytime Sleepover     |
|                          |                                |                                   |
| 81                       | Nauczycielka Ruby              | Ruby's Teacher                    |
| 81                       | Zajęcia plastyczne Maksa       | Max's Art Time                    |
|                          |                                |                                   |
| 82                       | Rakieta Maksa                  | Max's Rocket                      |
| 82                       | Maks! Bam! Bum!                | Max! Bam! Boom!                   |
|                          |                                |                                   |
| 83                       | Maks gwiżdże                   | Max Whistles                      |
| 83                       | Fotografia Ruby                | Ruby's Photo Op                   |
|                          |                                |                                   |
| 84                       | Archeolog Maks                 | Dino Hunter Max                   |
| 84                       | Układ Słoneczny Ruby           | Ruby's Solar System               |
|                          |                                |                                   |
| 85                       | Niespodzianka babci            | Grandma's Surprise                |
| 85                       | Dzień przebierańca             | Costume Day                       |
|                          |                                |                                   |
| 86                       | Deskorolka Maksa               | Max's Skateboard                  |
| 86                       | Super motyl                    | Super Butterfly                   |
|                          |                                |                                   |
| 87                       | Ruby żongluje                  | Ruby Juggles                      |
| 87                       | Maks i Prija                   | Max and Priya                     |
|                          |                                |                                   |
| 88                       | Plażowanie z mamą              | Fun in the Sun                    |
| 88                       | Detektyw Maks                  | Max the Detective                 |
|                          |                                |                                   |
| 89                       | Kowboy Maks                    | Cowboy Max                        |
| 89                       | Wiersz Ruby                    | Ruby's Poem                       |
|                          |                                |                                   |
| 90                       | Maks i Wiktor                  | Max and Winston                   |
| 90                       | Katar babci                    | Grandma’s Bunny Sniffles          |
|                          |                                |                                   |
| 91                       | Nie dogonisz mnie              | You Can’t Catch Me                |
| 91                       | Bańki Maksa                    | Max's Bubbles                     |
|                          |                                |                                   |
| 92                       | Czekoladowy chaos Ruby         | Ruby’s Chocolate Chip Chaos       |
| 92                       | Kazoo Maksa                    | Max's Kazoo                       |
|                          |                                |                                   |
| 93                       | Muzealna przygoda Maksa i Ruby | Max and Ruby’s Museum Adventure   |
|                          |                                |                                   |
| 94                       | Dekoracje Maksa                | Max Decorates                     |
| 94                       | Błyszcząca moneta Maksa        | Max’s Shiny Coin                  |
|                          |                                |                                   |
| 95                       | Super zakupowicz Maks          | Super Shopper Max                 |
| 95                       | Kapsuła czasu Ruby             | Ruby's Time Capsule               |
|                          |                                |                                   |
| 96                       | Komunalny ogródek              | Community Garden                  |
| 96                       | Ogródkowy obóz Ruby            | Ruby’s Backyard Camping Trip      |
|                          |                                |                                   |
| 97                       | Rewia na lodzie Ruby           | Ruby's Ice Show                   |
| 97                       | Pisklak Maksa                  | Max's Baby Birdie                 |
|                          |                                |                                   |
| 98                       | Piracka przygoda Maksa i Ruby  | Max and the Pirates               |
|                          |                                |                                   |
| 99                       | Tajemnicza zguba               | Lost and Found                    |
| 99                       | Motylki Ruby                   | Ruby's Book Report                |
|                          |                                |                                   |
| 100                      | Prezent dla panny Tusi         | Ms. Bunty's Gift                  |
| 100                      | Maks rusza na ratunek          | Max to the Rescue                 |
|                          |                                |                                   |
| 101                      | List w butelce                 | Message in a Bottle               |
| 101                      | Posterunkowy Maks              | Max on a Mission                  |
|                          |                                |                                   |
| 102                      | Mistrz Maks                    | Max the Champion                  |
| 102                      | Restauracja Maksa i Ruby       | Max and Ruby's Restaurant         |
|                          |                                |                                   |
| 103                      | Ogródkowa wyprzedaż Ruby       | Ruby's Yard Sale                  |
| 103                      | Obozowicz Maks                 | Camper Max                        |
|                          |                                |                                   |
| 104                      | Superodrzutowiec Maksa         | Max's Super Jet                   |
| 104                      | Bal przebierańców Ruby         | Ruby's Party                      |
|                          |                                |                                   |
| SERIA SIÓDMA             |                                |                                   |
|                          |                                |                                   |
| 105                      | Piżamówka Maksa                | Max’s Sleepover                   |
| 105                      | Pałkarz Maks                   | Slugger Max                       |
|                          |                                |                                   |
| 106                      | Twierdza Maksa                 | Max’s Fort                        |
| 106                      | Nowa sukienka Ruby             | Ruby’s Party Dress                |
|                          |                                |                                   |
| 107                      | Żaba i mucha                   | The Frog and the Fly              |
| 107                      | Pa pa homarze Maksa            | Bye Bye Max’s Lobster             |
|                          |                                |                                   |
| 108                      | Rozpląsane królisie            | Ruby’s Rocking Bunnies            |
| 108                      | Maks rzuca do kosza            | Max’s Jump Shot                   |
|                          |                                |                                   |
| 109                      | Spadochron Maksa               | Max’s Parachute                   |
| 109                      | Klasowe zwierzątko             | The Class Pet                     |
|                          |                                |                                   |
| 110                      | Węzeł Ruby                     | Ruby's Knot                       |
| 110                      | Gwiazda piłki                  | Soccer Star Max                   |
|                          |                                |                                   |
| 111                      | Spotkanie z autorką            | Ruby's Book Reading               |
| 111                      | Maks i kosmita                 | Max and the Space Alien           |
|                          |                                |                                   |
| 112                      | Parada Maksa i Ruby            | Max and Ruby's Bunnyhop Parade    |
|                          |                                |                                   |
| 113                      | Wielki królik                  | The Bunny Gnome                   |
| 113                      | Filmowa magia Maksa            | Max's Movie Magic                 |
|                          |                                |                                   |
| 114                      | Robo-Maks                      | Robo-Max                          |
| 114                      | Śnieżny dzień                  | Let it Snow                       |
|                          |                                |                                   |
| 115                      | Szkolne zdjęcie Maksa i Ruby   | Max's Hug                         |
| 115                      | Super szpieg Maks              | Super Spy Max                     |
|                          |                                |                                   |
| 116                      | Wielki wyścig Maksa            | Max's Big Race                    |
| 116                      | Przysmaki Maksa                | Max's S'mores                     |
|                          |                                |                                   |
| 117                      | Niepowtarzalna Ruby            | One of a Kind Ruby                |
| 117                      | Lista zadań Ruby               | Ruby's to do list                 |
|                          |                                |                                   |
| 118                      | Jabłka Ruby                    | Ruby's Apples                     |
| 118                      | Opowieść Ruby                  | Ruby's Story Time                 |
|                          |                                |                                   |
| 119                      | Puzzle Ruby                    | Ruby's Puzzling Puzzle            |
| 119                      | Polowanie na jajka             | Ruby's Egg Hunt                   |
|                          |                                |                                   |
| 120                      | Szczęśliwe Królisiątko         | Happy Baby Buffington             |
| 120                      | Babeczki Ruby                  | Ruby's Cupcakes                   |
|                          |                                |                                   |
| 121                      | Transportowiec Maks            | Mover Max                         |
| 121                      | Cyrk Ruby                      | Ruby's Circus                     |
|                          |                                |                                   |
| 122                      | Skała Ruby                     | Ruby's Rock                       |
| 122                      | Ogródkowe safari Maksa         | Max's Backyard Safari             |
|                          |                                |                                   |
| 123                      | Dzień ojca                     | Max and Ruby's Father's Day       |
| 123                      | Ruby trenuje hokeja            | Ruby's Hockey Practice            |
|                          |                                |                                   |
| 124                      | Ruby ćwiczy jogę               | Ruby's Yoga Twist                 |
| 124                      | Kawiarenka Ruby                | Ruby's Cafe                       |
|                          |                                |                                   |
| 125                      | Sprzątanie parku               | Ruby's Tidy Town                  |
| 125                      | Maks poskramiacz smoków        | Max the Dragon Tamer              |
|                          |                                |                                   |
| 126                      | Herbatka z niespodzianką       | Ruby's Tea Party Surprise         |
| 126                      | Nocne hałasy                   | Max's Bump in the Night           |
|                          |                                |                                   |
| 127                      | Nowy dzidziuś                  | Max and Ruby and the New Baby     |
|                          |                                |                                   |
| 128                      | Załoga Maksa                   | Max's Crew                        |
| 128                      | Super uczynny Maks             | Super Helpful Max                 |
|                          |                                |                                   |
| 129                      | Teatrzyk dla bliźniaków        | The Twins' Puppet Show            |
| 129                      | Zamiana Maksa i Ruby           | Max & Ruby's Switch               |
|                          |                                |                                   |
| 130                      | Morski potwór Maks             | Sea Monster Max                   |
| 130                      | Harcerska odznaka Maksa        | Max's Bunny Scout Badge           |
|                          |                                |                                   |